# Nicholas Britell
Nicholas Britell (1980.) je američki kompozitor, pijanist i filmski producent. Nominiran je za nagrade Oscar i Zlatni globus u kategoriji najbolje originalne glazbe za film Moonlight iz 2016. godine.

## Rani život i obrazovanje
Britell je odgojen u židovskoj obitelji u New Yorku. Završio je srednju školu Hopkins 1999. godine. Diplomirao je na Julliard školi, a pohađao je i sveučilište Harvard. Tijekom školovanja bio je članom instumentalne hip-hop skupine The Witness Protection Program gdje je svirao klavijaturu i sintesajzer. Britell se smatra dijelom nadolazeće generacije kompozitora i umjetnika na koje je utjecao široki dijapazon ranijih skladatelja. Njegov rad inspiriran je djelima Rahmanjinova, Gershwina, Philipa Glassa i Zbigniewa Preisnera, kao i producenata Quincyja Jonesa i Dr. Drea.

## Karijera
Godine 2008. Britell je stekao svjetsku reputaciju za rad na skladbi "Forgotten Waltz No. 2" u filmu Eve, redateljskom prvijencu glumice Natalie Portman. S istom je glumicom kasnije surađivao i na filmu New York, volim te za koji je također skladao glazbu. Godine 2011. Britell je kao pijanist nastupio uz violinista Tima Faina na projektu Portals na kojem su također nastupili Craig Black, Julia Eichten i Haylee Nichele, a koji je sadržavao glazbu skladatelja Philipa Glassa i Nice Muhlyja, poeziju Leonarda Cohena i koreogafiju Benjamina Millepieda. Vogue Magazine tom je prilikom Britella proglasio "...najtalentiranijim mladim umjetnikom...".
Za Oscarom nagrađeni film 12 godina ropstva redatelja Stevea McQueena, Britell je skladao glazbu koja je uključivala duhovne pjesme, radničke pjesme kao i dionice na violini i plesove. Billboard Magazine prozvao je Britella "...tajnim glazbenim oružjem filma 12 godina ropstva". Pjesma "My Lord Sunshine" koju je Britell napisao za film nalazila se u konkurenciji za nominaciju za Oscara u kategoriji najbolje originalne pjesme. Los Angeles Times istaknuo je za pjesmu: "Radnička pjesma, duhovna, blues, snažna izjava - 'My Lord Sunshine (Sunrise)' je sve od navedenog pa i više. Ono što je Britell uspio dočarati tom skladbom nije nimalo lako i istovremeno opisuje religioznost i dnevni horor života robova te ere". Za isti je film Britell obradio pjesmu "Roll Jordan Roll". Britellov rad na filmu dobio je hvalospjeve kritike, a o njemu je pisao i Wall Street Journal.
Kao filmski producent, Britell je producirao kratki igrani film Ritam ludila redatelja Damiena Chazellea koji je osvojio nagradu žirija za kratki film na filmskom festivalu u Sundanceu 2013. godine. Kasnije je također pomogao i u produkciji dugometražnog filma Ritam ludila kojeg je također režirao Chazelle, a u kojem su glavne uloge ostvarili Miles Teller i J. K. Simmons. Film će u konačnici osvojiti nagradu žirija i nagradu publike na filmskom festivalu u Sundanceu 2014. godine te dobiti 5 nominacija za prestižnu nagradu Oscar (uključujući onu u kategoriji najboljeg filma), a osvojiti tri nagrade. Britell je za taj film napisao i producirao stvar "Reaction", producirao "When I Wake" te izveo i producirao "No Two Words", a sve za potrebe službenog soundtracka filma.
Britell je također skladao glazbu za film Oklada stoljeća redatelja Adama McKayja u kojem su glavne uloge ostvarili Brad Pitt, Christian Bale, Ryan Gosling i Steve Carell, a koji je temeljen na istoimenoj knjizi autora Michaela Lewisa i pušten u kino distribuciju u prosincu 2015. godine. Sam film je u konačnici nominiran u nekoliko važnijih kategorija za nagrade Zlatni globus i Oscar uključujući i one za najbolji film godine. Britell je producirao soundtrack filma. Godinu dana kasnije sklado je glazbu za povijesnu dramu Pobunjenik iz okruga Jones redatelja Garyja Rossa u kojem su glavne uloge ostvarili Matthew McConaughey i Mahershala Ali. Također je producirao i soundtrack tog filma koji je u prodaju pušten 24. lipnja 2016. godine.
Iste je godine Britell skladao originalnu glazbu za kritički hvaljen film Moonlight redatelja Barryja Jenkinsa u kojem su glavne uloge ostvarili Mahershala Ali, Ashton Sanders, Trevante Rhodes, André Holland i Naomie Harris. Sam film osvojio je prestižnu nagradu Oscar u kategoriji najboljeg filma godine, a Britell je u kategoriji najbolje originalne glazbe bio nominiran za nagrade Zlatni globus i Oscar. A. O. Scott iz New York Timesa prozvao je Moonlight "jednim od najljepših filmova koje ćete gledati", te je nahvalio Britellovu glazbu kao "istovremeno iznenađujuću i savršenu". Britellova originalna glazba u filmu opisana je kao "zapanjujuća kolekcija glazbe koja će ostati u vašem umu i srcu jednako kao i sam film", a Brooklyn Magazine proglasio ju je jednim od 10 najboljih glazbenih trenutaka 2016. godine. Službeni soundtrack filma kojeg je iTunes proglasio jednim od 25 najboljih filmskih soundtrakova godine, producirao je sam Britell, a izdao Lakeshore Records.

## Osobni život
Britell je oženjen za čelisticu Caitlin Sullivan.

## Vanjske poveznice
- Nicholas Britell u internetskoj bazi filmova IMDb-u (engl.)